# Медін Микола Олександрович
Микола Олександрович Медін (* 4 травня 1972, Нікополь, Дніпропетровська область). Вихованець ДЮСШ нікопольського «Колосу». український футболіст, воротар і тренер. Майстер спорту України - з 1992 року. Тренер дублюючого складу по роботі з воротарями футбольного клубу  Дніпро.

## Спортивна біографія
Розпочав свій шлях у футболі в нікопольській ДЮСШ «Колос», де його першим тренером був О.М. Боровіков. Навіть, виступаючи в Нікополі, встиг зіграти за юнацьку збірну СРСР на популярному тунрнірі імені Валентина Гранаткіна.
Після закінчення школи, його запросили до головної команди області дніпропетровського «Дніпра». З 1988 до 2006 року (з невеликою перервою), Микола з гідністю виступав в складі дніпропетровців. Пройшов з командою і злети, і падіння. Важкувато собі було уявити, що в кінці минулого та на початку теперішнього сторіччя, рамку воріт захищає хтось інший. Особливою зірковістю в грі він не вирізнявся, але скільки сейвів і неминучих голів він витягнув, про це пам'ятають і уболівальники, і фахівці. Підтвердженням його надійної гри свідчить те, що він одним з перших серед воротарів України відстояв у 100 матчах на «0».
У 2006 році був незрозумілий вояж в сімферопольську «Таврію», де він зіграв лише 1 матч на вищому рівні, в Кубку України. У 2007 році вирішив завершити кар'єру.
Останнім часом працював тренером по роботі з воротарями в дніпропетровському «Дніпрі»

## Титули та досягнення
- Срібний призер чемпіонату України (1): 1993 року.
- Бронзовий призер чемпіонату України (5): 1992, 1995, 1996, 2001, 2004 років.
- Чемпіон СРСР серед дублюючих складів (1): 1991 року.
- Фіналіст Кубка України (3): 1995, 1997, 2004
- Переможець першого дивізіону першості Росії: 1997 рік.
- Член Клубу Євгена Рудакова: 115 матчів на «0».